# Simonswald
Simonswald település Németországban, azon belül Baden-Württembergben. Lakosainak száma 3094 fő (2023. december 31.).

## Népesség
A település népessége az elmúlt években az alábbi módon változott:
| Lakosok száma | 2635 | 2731 | 2764 | 2801 | 2849 | 3104 | 3105 | 3011 | 3007 | 3094 |
|               | 1961 | 1968 | 1974 | 1981 | 1987 | 1994 | 2000 | 2007 | 2013 | 2023 |